# Санча Арагонская (графиня Урхеля)
Са́нча Араго́нская (исп. Sancha de Aragón), или Са́нча Рами́рес (исп. Sancha Ramírez; ок. 1045, Хака, королевство Арагон — 1097, Санта-Крус-де-ла-Серос, королевство Арагон) — инфанта арагонская из дома Хименесов, дочь Рамиро I, короля Арагона. Супруга графа Эрменгола III; в замужестве с 1063 по 1065 год — графиня Урхеля. Некоторое время руководила аббатством Святого Петра в Сиресе и епархией Памплоны. Вела активную деятельность, направленную на укрепление власти её брата — короля Санчо I — и усиление арагонского королевства, основанного её отцом в 1035 году.

## Биография
Родилась около 1045 года в семье арагонского короля Рамиро I и его первой супруги Эрмезинды Бигоррской. По отцовской линии приходилась внучкой Санчо III Великому, королю Наварры и графу Арагона и Санче де Айбар. По материнской линии была внучкой Бернара Роже, графа Фуа и Бигорра и Герсенды Бигоррской. Братьями Санчи были Санчо I, король Арагона и Гарсия Арагонский, епископ Памплоны. Сёстрами — Тереса, в замужестве маркграфиня Прованса и Уррака, принявшая монашеский постриг.
Около 1063 года, в возрасте восемнадцати лет, Санча была выдана замуж за графа Урхеля. Она была четвертой женой Эрменгола III. Граф был намного старше жены и умер в 1065 году. Двадцатилетняя вдовствующая графиня, некоторое время оставалась в Урхеле. Подпись Санчи в документах стоит рядом с подписью её пасынка, графа Эрменгола IV. 12 апреля 1065 года она сделала пожертвование церкви ради души своего покойного мужа.
Когда Санча, наконец, вернулась в Арагон, она поселилась в аббатстве Девы Марии в Санта-Крус-де-ла-Серосе, старейшем женском монастыре в Арагоне, основанном в 922 году. Её сестра Уррака уже была в нём монахиней, приняв постриг по просьбе их отца в 1061 году. Другая сестра, Тереса, позднее также вступила в этот монастырь, вероятно, по приказу своего брата, короля Санчо I, потому что для неё не было найдено подходящего мужа. Вдовствующая графиня, судя по всему, не стала монахиней, а действовала в качестве администратора монастыря. Она была главным получателем пожертвований от брата-короля, а все владения Санчи были апанажем королевского дома. Позднее эти земли стали основными владениями аббатства Девы Марии.
27 октября 1070 года во дворе этого аббатства, в присутствии настоятеля и монахинь, бабушка Санчи по отцовской линии подарила ей монастырь Святой Цецилии в Айбаре со всеми его владениями и доходами, а также виллу Миранда в Синко-Вильяс и поместье Сан-Пелайо-де-Атес. Сама бабушка получила Айбар с монастырём в дар от её прабабушки — королевы Химены, матери Санчо III Великого, а от отца Санчи — виллу и поместье, после того, как тот стал королем. После акта дарения бабушка поселилась с внучками в аббатстве Девы Марии. По условиям дарения, Санча должна была получать прибыль от всех этих владений до самой своей смерти, после чего они должны были стать собственностью монастыря. Этот дар и его условия свидетельствуют о том, что она, хотя и была довольно молодой, не собиралась вступать в повторный брак с 1070 года.
В 1078 году, действуя от имени аббатства, Санча обменялась владениями с монастырем в Лейре. В 1079 году она произвела аналогичный обмен владениями с аббатством Сан-Хуан-де-ла-Пенья, на этот раз в сопровождении Миндония, настоятеля аббатства Девы Марии. Она также управляла аббатством Сан-Педро-де-Сиреса. В 1080 году Санча стала душеприказчицей графа Санчо Галиндеса.
Она поддерживала своего брата-короля и рассматривала государственные дела вместе с ним и его супругой, подписывая с ними королевские указы. В 1082 году, во время спора между её братьями, король передал руководство над епархией Памплоны со всеми доходами Санче. Она управляла епархией до избрания нового епископа Педро де Рода в 1083 году. Во время руководства, как аббатством Девы Марии, так и епархией Памплоны, Санча содействовала распространению григорианской реформы. Возможно, в то время на Пиренейском полуострове она была самым важным союзником римского папы Григория VII.
4 декабря 1094 года Санча присутствовала на освящении храма Сан-Хуан-де-ла-Пенья, где было похоронено тело её брата, короля Санчо I. 17 декабря 1096 года она и её племянник, король Педро I, подтвердили дарение монастыря в Сен-Пон-де-Томьер епископу Уэски Педро де Рода, занявшему кафедру после завоевания арагонцами города Уэска. 5 апреля 1097 года Санча подтвердила, что её племянник подарил епархии Уэски собор. Она умерла в Санта-Крус-де-ла-Серос между 5 апреля и 16 августа 1097 года.

#### Книги
- Dodds D. J. Sarcophagus of Doña Sancha // The Art of Medieval Spain, A.D. 500–1200 :  [англ.]. — New York : Metropolitan Museum of Art, 1993. — P. 229—232. — 358 p. — ISBN 978-0-81-096433-4.
- González Miranda M. La condesa Doña Sancha y el Monasterio de Santa Cruz de la Seros // Estudios de Edad Media de la Corona de Aragón :  [исп.]. — Zaragoza : Escuela de Estudios Medievales, 1956. — Vol. VI.
- Laliena Corbera C. El el corazón del estado feudal política dinástica y memoria femenina en el siglo XI // Las mujeres de la Edad Media: actividades políticas, socioeconómicas y culturales :  [исп.]. — Zaragoza : Institución Fernando el Católico, 2014. — P. 13—36. — ISBN 978-84-9911-303-6.
- Lapeña Paúl A. I. Sancho Ramírez: Rey de Aragón (1064?–1094) y rey de Navarra (1076–1094) :  [исп.]. — Somonte-Cenero, Gijón : Trea, 2004. — 314 p. — (Estudios históricos La Olmeda: Colección Corona de España). — ISBN 978-8-49-704123-2.
- Mann J. Romanesque Architecture and Its Sculptural Decoration in Christian Spain, 1000–1120: Exploring Frontiers and Defining Identities :  [англ.]. — Toronto : University of Toronto Press, 2009. — 241 p. — ISBN 978-0-80-209324-0.
- Salazar de Mendoza P. Monarquia de Espanña :  [исп.]. — Madrid : J. Ibarra, 1770. — Vol. I. — 411 p.

#### Статья
- Vinyoles i Vidal T. M. Las mujeres del año mil (исп.) // Aragón en la Edad Media : giornal. — 2003. — No 17. — P. 5—26.